# Бузиця
Бузиця (словац. Buzica) — село, громада в окрузі Кошиці-околиця, Кошицький край, Словаччина. Кадастрова площа громади — 19,86 км². Станом на 31 грудня 2016 року в селі проживало 1202 жителі. Протікає річка Конотопа.

## Історія
Перші згадки про село датуються 1262 роком.

## Населення
| Рік:            | 1994. | 2004.   | 2014.   | 2024.   |
| --------------- | ----- | ------- | ------- | ------- |
| Кількість осіб: | 1088  | 1157    | 1209    | 1157    |
| Різниця:        |       | +6,34 % | +4,49 % | -4,30 % |

| Рік:            | 2023. | 2024.   |
| --------------- | ----- | ------- |
| Кількість осіб: | 1177  | 1157    |
| Різниця:        |       | -1,69 % |